# ロリン・アンドリューズ

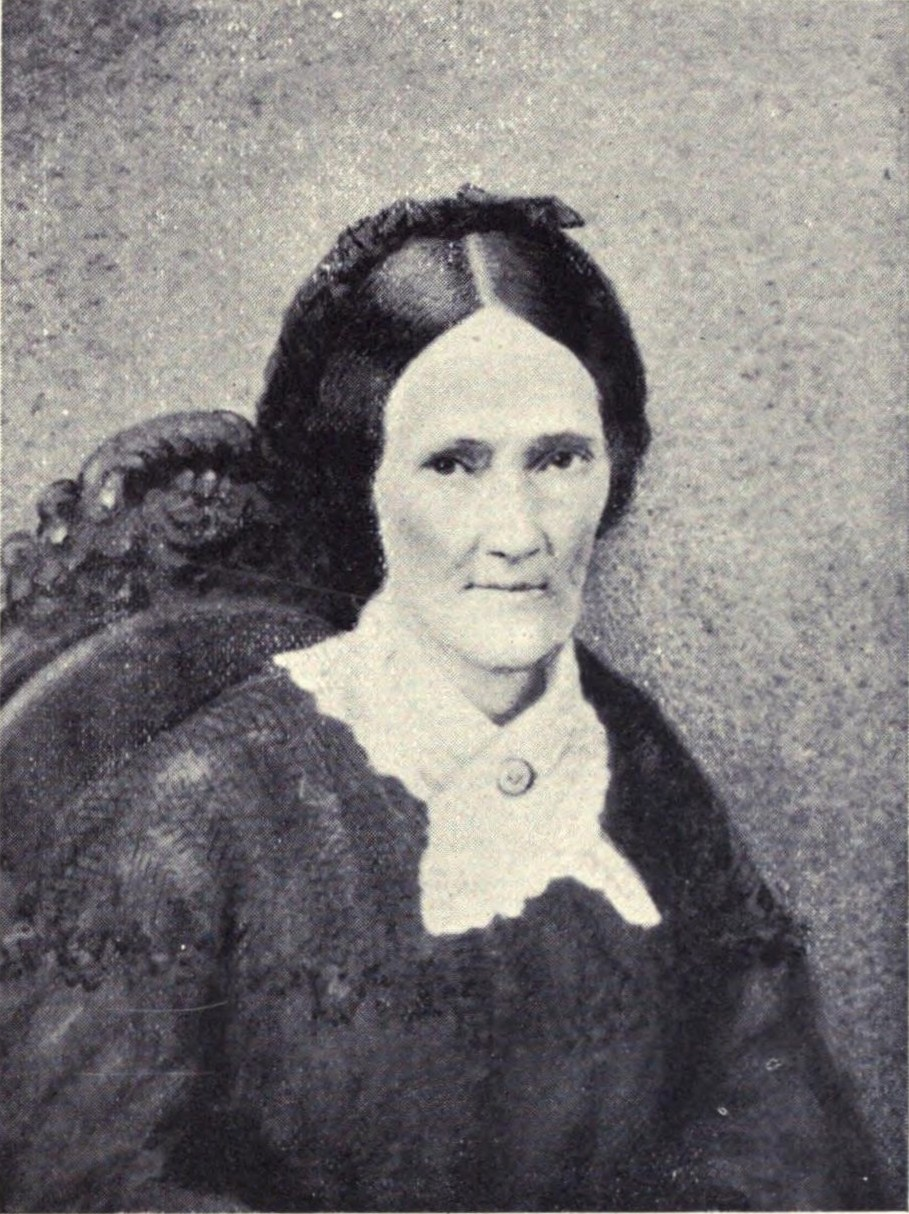
メアリーアンドリュース（1804-1879）。

ロリン・アンドリュース（Lorrin Andrews、1795年4月29日-1868年9月29日）は、ハワイの初期のアメリカ人宣教師であり、裁判官である。彼はラハイナルナセミナリーと呼ばれるハワイ人のための最初の中等学校を開き、ハワイアン辞書とハワイアンの文学と古典に関するいくつかの作品を作成した。また、彼の学校の生徒はハワイで最初の通貨偽造事件に巻き込まれた。彼は後に裁判官を務め、ハワイ初の最高裁判所の裁判官の一員になった。

### 最初の新聞

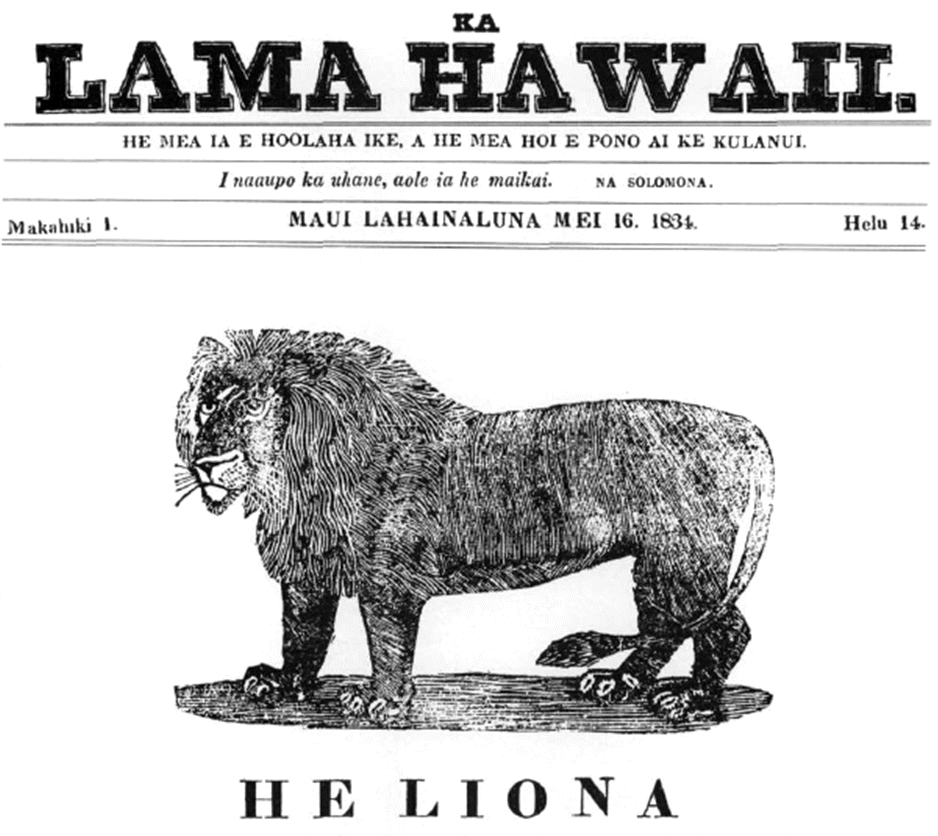
Ka LamaHawaiiの1834年5月16日号の見出し

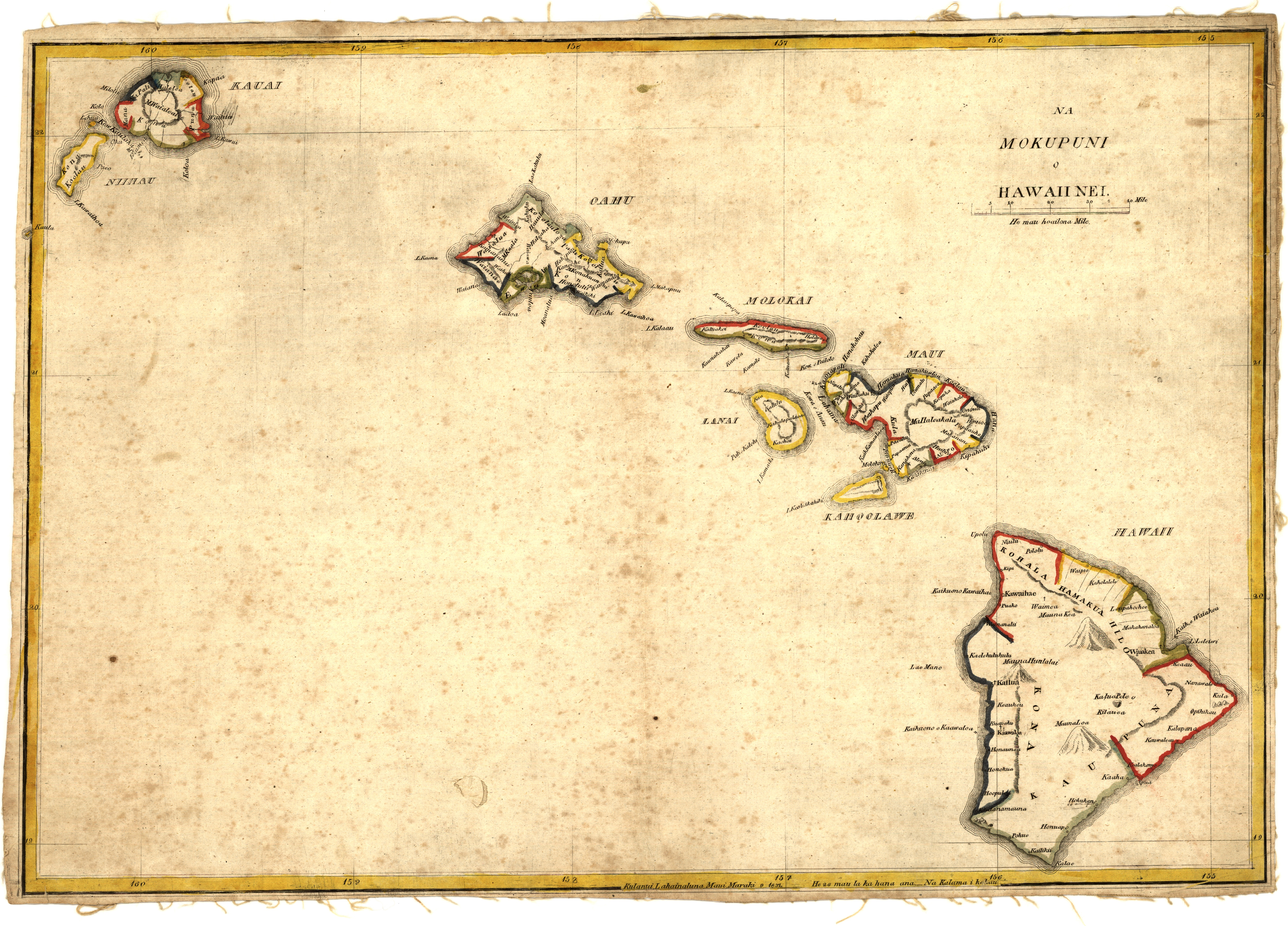
Na Mokupuni o Hawaii Nei 、1837年に彼の学生によって公開されたハワイ諸島の地図

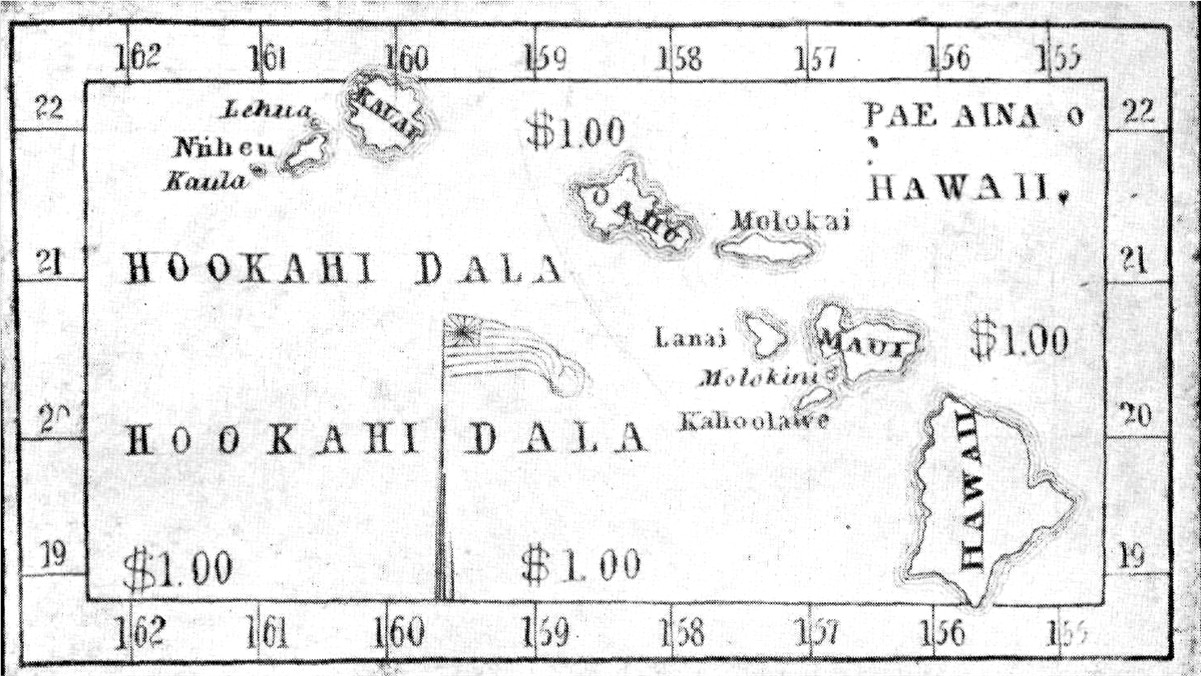
1ドル紙幣の島々の地図